# Adolf von Rhemen zu Barensfeld
Adolf von Rhemen zu Barensfeld báró (Rastatt Baden-Württemberg, 1855. december 22. –  Rekawinkel, 1932. január 11.) osztrák tábornok, 1916 és 1918 között Szerbia katonai kormányzója.

## Pályafutása

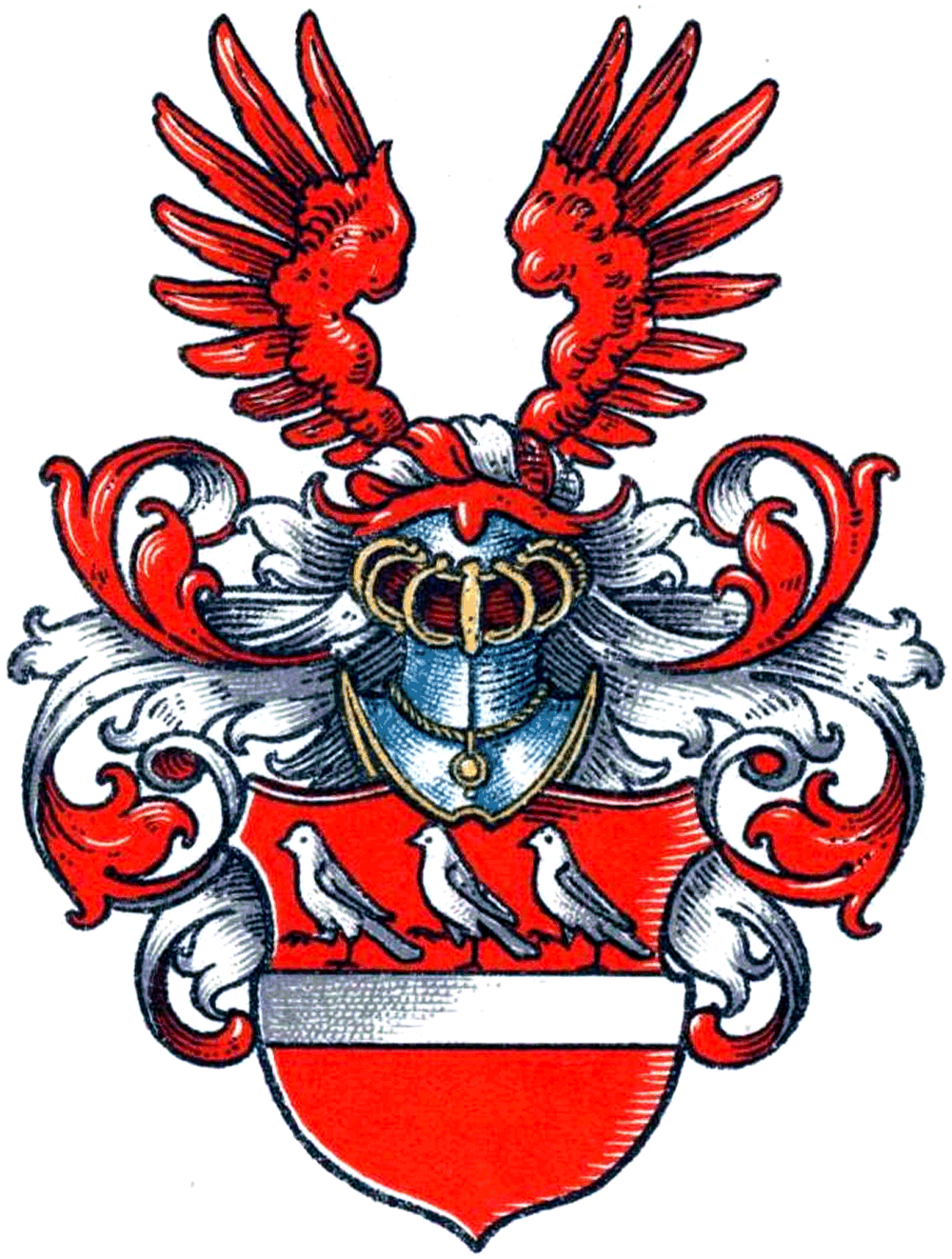
A Rhemens-zu Barensfeld család címere

Családja Észak-Rajna-Vesztfáliából származott. 1872-től a bécsújhelyi Theresianum Katonai Akadémián tanult, 1876-ban hadnagyként a 14. gyaloghadosztályhoz vezényelték. 1884–ben a bécsi Katonai Akadémia elvégzése után századosi rangban a vezérkarhoz került. 1899-ben Viktor Dankl von Kraśniket követte a 13. gyaloghadtest törzskarának főnöki posztján. Vezérőrnagyi rangban állt a 72. gyalogos dandár, majd a 9. szarajevói hegyi dandár, végül a 34. temesvári gyaloghadosztály élén.
1910-ben altábornaggyá léptették elő, 1913-ban a zágrábi katonai parancsnokság élére került. Gyalogsági tábornokként harcolt az első világháború kezdetén Szerbiában, majd a Kárpátokban és Kelet-Galíciában. 1916. július 6-án kinevezték Szerbia katonai kormányzójává Tisza István kifogása ellenére is. 1917-ben immár vezérezredesi rendfokozattal harcolt a makedóniai fronton a Louis Franchet d’Espèrey parancsnoksága alatt álló antant csapatok ellen.
1918. május 23-án megkapta a Katonai Érdemkeresztet hadi díszítménnyel.